# Mazeley
Mazeley je francouzská obec v departementu Vosges, v regionu Grand Est. Leží 111 kilometrů od Štrasburku.

## Geografie
Sousední obce: Gigney, Bouxières-aux-Bois, Oncourt a Fomerey.

## Historie
Archeologické průzkumy potvrdily osídlení v římském období, na území obce byly nalezeny zbytky římské silnice.

## Památky
- neoklasicistní kostel sv. Mikuláše z 19. století

## Vývoj počtu obyvatel
Počet obyvatel